# Kľačno
Kľačno (Hongaars: Nyitrafő, Duits: Gaidel) is een Slowaakse gemeente in de regio Trenčín, en maakt deel uit van het district Prievidza.
Kľačno telt 1.127 inwoners.